# Đại dịch COVID-19 tại Thụy Điển
Trường hợp được xác nhận đầu tiên về đại dịch COVID-19 tại Thụy Điển được công bố vào ngày 31 tháng 1 năm 2020, khi một phụ nữ trở về từ Vũ Hán có kết quả dương tính. Vào ngày 26 tháng 2, sau khi dịch COVID-19 bùng phát ở Ý và Iran, nhiều cụm liên quan đến nhiễm trùng đã xuất hiện ở Thụy Điển. Kể từ đó, các cá nhân ở mọi hạt đã thử nghiệm dương tính với COVID-19.
Vào ngày 9 tháng 3, báo cáo đầu tiên được đưa ra về sự lây truyền của cộng đồng ở hai bệnh nhân đến Bệnh viện S: t Göran ở Stockholm vào ngày 6 tháng 3. Trong tất cả các trường hợp được phát hiện trước đó, việc truy tìm liên lạc đã thành công, tăng kết nối với khách du lịch hoặc các trường hợp được xác nhận khác. Cơ quan Y tế Công cộng Thụy Điển đã trả lời vào ngày 10 bằng cách nâng cao đánh giá rủi ro về mức độ lây lan của cộng đồng từ trung bình đến rất cao, đây là mức cao nhất.
Cái chết đầu tiên được báo cáo vào ngày 11 tháng 3, khi một người ở độ tuổi 70 đến từ vùng Stockholm chết trong phòng chăm sóc đặc biệt của Bệnh viện Đại học Karolinska. Người này được báo cáo đã nhiễm virus thông qua truyền bệnh cộng đồng, được cho là đã xảy ra khoảng một tuần trước khi chết. Cùng ngày, chính phủ Thụy Điển đã thông qua một đạo luật mới, tạm thời cấm tất cả các cuộc tụ tập lớn hơn 500 người, với mối đe dọa phạt tiền và nhà tù.
Tính đến  ngày 13 tháng 4 năm 2024, đã có 2,754,129 ca được xác nhận tại Thụy Điển và 27,407 trường hợp tử vong, với hạt Stockholm bị ảnh hưởng. Người bị nhiễm đầu tiên, người phụ nữ từ Jönköping, là trường hợp duy nhất được phục hồi chính thức.

## Dòng thời gian
| COVID-19 tại Thụy Điển () Tử vong Đang điều trị 20202021Thg 2Thg 3Thg 4Thg 5Thg 6Thg 7Thg 8Thg 9Thg 10Thg 11Thg 12Thg 1Thg 2Thg 3Thg 4Thg 5Thg 6Thg 7Thg 8Thg 9Thg 10Thg 11Thg 1215 ngày gần nhất15 ngày gần nhất | COVID-19 tại Thụy Điển () Tử vong Đang điều trị 20202021Thg 2Thg 3Thg 4Thg 5Thg 6Thg 7Thg 8Thg 9Thg 10Thg 11Thg 12Thg 1Thg 2Thg 3Thg 4Thg 5Thg 6Thg 7Thg 8Thg 9Thg 10Thg 11Thg 1215 ngày gần nhất15 ngày gần nhất | COVID-19 tại Thụy Điển () Tử vong Đang điều trị 20202021Thg 2Thg 3Thg 4Thg 5Thg 6Thg 7Thg 8Thg 9Thg 10Thg 11Thg 12Thg 1Thg 2Thg 3Thg 4Thg 5Thg 6Thg 7Thg 8Thg 9Thg 10Thg 11Thg 1215 ngày gần nhất15 ngày gần nhất | COVID-19 tại Thụy Điển () Tử vong Đang điều trị 20202021Thg 2Thg 3Thg 4Thg 5Thg 6Thg 7Thg 8Thg 9Thg 10Thg 11Thg 12Thg 1Thg 2Thg 3Thg 4Thg 5Thg 6Thg 7Thg 8Thg 9Thg 10Thg 11Thg 1215 ngày gần nhất15 ngày gần nhất | COVID-19 tại Thụy Điển () Tử vong Đang điều trị 20202021Thg 2Thg 3Thg 4Thg 5Thg 6Thg 7Thg 8Thg 9Thg 10Thg 11Thg 12Thg 1Thg 2Thg 3Thg 4Thg 5Thg 6Thg 7Thg 8Thg 9Thg 10Thg 11Thg 1215 ngày gần nhất15 ngày gần nhất |
| --- | --- | --- | --- | --- |
| Ngày | Ngày | | Ca nhiễm | Tử vong |
| 2020-02-04 | 2020-02-04 | | 1(n.a.) | |
| 2020-02-05 | 2020-02-05 | | 1(=) | |
| 2020-02-06 | 2020-02-06 | | 1(=) | |
| 2020-02-07 | 2020-02-07 | | 1(=) | |
| 2020-02-08 | 2020-02-08 | | 1(=) | |
| 2020-02-09 | 2020-02-09 | | 1(=) | |
| 2020-02-10 | 2020-02-10 | | 1(=) | |
| 2020-02-11 | 2020-02-11 | | 1(=) | |
| 2020-02-12 | 2020-02-12 | | 1(=) | |
| 2020-02-13 | 2020-02-13 | | 1(=) | |
| 2020-02-14 | 2020-02-14 | | 1(=) | |
| 2020-02-15 | 2020-02-15 | | 1(=) | |
| 2020-02-16 | 2020-02-16 | | 1(=) | |
| 2020-02-17 | 2020-02-17 | | 1(=) | |
| 2020-02-18 | 2020-02-18 | | 1(=) | |
| 2020-02-19 | 2020-02-19 | | 1(=) | |
| 2020-02-20 | 2020-02-20 | | 1(=) | |
| 2020-02-21 | 2020-02-21 | | 1(=) | |
| 2020-02-22 | 2020-02-22 | | 1(=) | |
| 2020-02-23 | 2020-02-23 | | 1(=) | |
| 2020-02-24 | 2020-02-24 | | 1(=) | |
| 2020-02-25 | 2020-02-25 | | 1(=) | |
| 2020-02-26 | 2020-02-26 | | 2(+100%) | |
| 2020-02-27 | 2020-02-27 | | 3(+50%) | |
| 2020-02-28 | 2020-02-28 | | 11(+267%) | |
| 2020-02-29 | 2020-02-29 | | 14(+27%) | |
| 2020-03-01 | 2020-03-01 | | 14(=) | |
| 2020-03-02 | 2020-03-02 | | 19(+36%) | |
| 2020-03-03 | 2020-03-03 | | 32(+68%) | |
| 2020-03-04 | 2020-03-04 | | 62(+94%) | |
| 2020-03-05 | 2020-03-05 | | 87(+40%) | |
| 2020-03-06 | 2020-03-06 | | 146(+68%) | |
| 2020-03-07 | 2020-03-07 | | 179(+23%) | |
| 2020-03-08 | 2020-03-08 | | 225(+26%) | |
| 2020-03-09 | 2020-03-09 | | 326(+45%) | |
| 2020-03-10 | 2020-03-10 | | 424(+30%) | |
| 2020-03-11 | 2020-03-11 | | 620(+46%) | 2(n.a.) |
| 2020-03-12 | 2020-03-12 | | 771(+24%) | 2(=) |
| 2020-03-13 | 2020-03-13 | | 923(+20%) | 3(+50%) |
| 2020-03-14 | 2020-03-14 | | 994(+7,7%) | 4(+33%) |
| 2020-03-15 | 2020-03-15 | | 1.063(+6,9%) | 6(+50%) |
| 2020-03-16 | 2020-03-16 | | 1.146(+7,8%) | 8(+33%) |
| 2020-03-17 | 2020-03-17 | | 1.265(+10%) | 9(+12%) |
| 2020-03-18 | 2020-03-18 | | 1.410(+11%) | 15(+67%) |
| 2020-03-19 | 2020-03-19 | | 1.553(+10%) | 22(+47%) |
| 2020-03-20 | 2020-03-20 | | 1.733(+12%) | 31(+41%) |
| 2020-03-21 | 2020-03-21 | | 1.869(+7,8%) | 39(+26%) |
| 2020-03-22 | 2020-03-22 | | 1.987(+6,3%) | 50(+28%) |
| 2020-03-23 | 2020-03-23 | | 2.169(+9,2%) | 61(+22%) |
| 2020-03-24 | 2020-03-24 | | 2.399(+11%) | 82(+34%) |
| 2020-03-25 | 2020-03-25 | | 2.713(+13%) | 104(+27%) |
| 2020-03-26 | 2020-03-26 | | 2.999(+11%) | 135(+30%) |
| 2020-03-27 | 2020-03-27 | | 3.364(+12%) | 167(+24%) |
| 2020-03-28 | 2020-03-28 | | 3.664(+8,9%) | 202(+21%) |
| 2020-03-29 | 2020-03-29 | | 3.944(+7,6%) | 240(+19%) |
| 2020-03-30 | 2020-03-30 | | 4.360(+11%) | 285(+19%) |
| 2020-03-31 | 2020-03-31 | | 4.835(+11%) | 333(+17%) |
| 2020-04-01 | 2020-04-01 | | 5.321(+10%) | 386(+16%) |
| 2020-04-02 | 2020-04-02 | | 5.875(+10%) | 456(+18%) |
| 2020-04-03 | 2020-04-03 | | 6.476(+10%) | 536(+18%) |
| 2020-04-04 | 2020-04-04 | | 6.833(+5,5%) | 606(+13%) |
| 2020-04-05 | 2020-04-05 | | 7.173(+5%) | 691(+14%) |
| 2020-04-06 | 2020-04-06 | | 7.563(+5,4%) | 781(+13%) |
| 2020-04-07 | 2020-04-07 | | 8.301(+9,8%) | 865(+11%) |
| 2020-04-08 | 2020-04-08 | | 8.955(+7,9%) | 980(+13%) |
| 2020-04-09 | 2020-04-09 | | 9.600(+7,2%) | 1.066(+8,8%) |
| 2020-04-10 | 2020-04-10 | | 10.054(+4,7%) | 1.156(+8,4%) |
| 2020-04-11 | 2020-04-11 | | 10.449(+3,9%) | 1.258(+8,8%) |
| 2020-04-12 | 2020-04-12 | | 10.913(+4,4%) | 1.355(+7,7%) |
| 2020-04-13 | 2020-04-13 | | 11.350(+4%) | 1.439(+6,2%) |
| 2020-04-14 | 2020-04-14 | | 11.829(+4,2%) | 1.531(+6,4%) |
| 2020-04-15 | 2020-04-15 | | 12.433(+5,1%) | 1.646(+7,5%) |
| 2020-04-16 | 2020-04-16 | | 13.056(+5%) | 1.757(+6,7%) |
| 2020-04-17 | 2020-04-17 | | 13.744(+5,3%) | 1.840(+4,7%) |
| 2020-04-18 | 2020-04-18 | | 14.276(+3,9%) | 1.926(+4,7%) |
| 2020-04-19 | 2020-04-19 | | 14.664(+2,7%) | 2.013(+4,5%) |
| 2020-04-20 | 2020-04-20 | | 15.125(+3,1%) | 2.098(+4,2%) |
| 2020-04-21 | 2020-04-21 | | 15.832(+4,7%) | 2.160(+3%) |
| 2020-04-22 | 2020-04-22 | | 16.554(+4,6%) | 2.237(+3,6%) |
| 2020-04-23 | 2020-04-23 | | 17.312(+4,6%) | 2.323(+3,8%) |
| 2020-04-24 | 2020-04-24 | | 18.092(+4,5%) | 2.412(+3,8%) |
| 2020-04-25 | 2020-04-25 | | 18.565(+2,6%) | 2.485(+3%) |
| 2020-04-26 | 2020-04-26 | | 18.865(+1,6%) | 2.559(+3%) |
| 2020-04-27 | 2020-04-27 | | 19.428(+3%) | 2.633(+2,9%) |
| 2020-04-28 | 2020-04-28 | | 20.170(+3,8%) | 2.716(+3,2%) |
| 2020-04-29 | 2020-04-29 | | 20.969(+4%) | 2.799(+3,1%) |
| 2020-04-30 | 2020-04-30 | | 21.605(+3%) | 2.877(+2,8%) |
| 2020-05-01 | 2020-05-01 | | 22.137(+2,5%) | 2.955(+2,7%) |
| 2020-05-02 | 2020-05-02 | | 22.436(+1,4%) | 3.028(+2,5%) |
| 2020-05-03 | 2020-05-03 | | 22.697(+1,2%) | 3.103(+2,5%) |
| 2020-05-04 | 2020-05-04 | | 23.174(+2,1%) | 3.187(+2,7%) |
| 2020-05-05 | 2020-05-05 | | 23.831(+2,8%) | 3.259(+2,3%) |
| 2020-05-06 | 2020-05-06 | | 24.576(+3,1%) | 3.332(+2,2%) |
| 2020-05-07 | 2020-05-07 | | 25.360(+3,2%) | 3.412(+2,4%) |
| 2020-05-08 | 2020-05-08 | | 26.061(+2,8%) | 3.472(+1,8%) |
| 2020-05-09 | 2020-05-09 | | 26.570(+2%) | 3.540(+2%) |
| 2020-05-10 | 2020-05-10 | | 26.849(+1,1%) | 3.613(+2,1%) |
| 2020-05-11 | 2020-05-11 | | 27.304(+1,7%) | 3.678(+1,8%) |
| 2020-05-12 | 2020-05-12 | | 28.058(+2,8%) | 3.739(+1,7%) |
| 2020-05-13 | 2020-05-13 | | 28.756(+2,5%) | 3.789(+1,3%) |
| 2020-05-14 | 2020-05-14 | | 29.413(+2,3%) | 3.835(+1,2%) |
| 2020-05-15 | 2020-05-15 | | 30.101(+2,3%) | 3.893(+1,5%) |
| 2020-05-16 | 2020-05-16 | | 30.459(+1,2%) | 3.941(+1,2%) |
| 2020-05-17 | 2020-05-17 | | 30.718(+0,85%) | 3.994(+1,3%) |
| 2020-05-18 | 2020-05-18 | | 31.148(+1,4%) | 4.053(+1,5%) |
| 2020-05-19 | 2020-05-19 | | 31.815(+2,1%) | 4.094(+1%) |
| 2020-05-20 | 2020-05-20 | | 32.623(+2,5%) | 4.146(+1,3%) |
| 2020-05-21 | 2020-05-21 | | 33.233(+1,9%) | 4.199(+1,3%) |
| 2020-05-22 | 2020-05-22 | | 33.765(+1,6%) | 4.255(+1,3%) |
| 2020-05-23 | 2020-05-23 | | 34.168(+1,2%) | 4.310(+1,3%) |
| 2020-05-24 | 2020-05-24 | | 34.378(+0,61%) | 4.354(+1%) |
| 2020-05-25 | 2020-05-25 | | 34.869(+1,4%) | 4.396(+0,96%) |
| 2020-05-26 | 2020-05-26 | | 35.615(+2,1%) | 4.424(+0,64%) |
| 2020-05-27 | 2020-05-27 | | 36.415(+2,2%) | 4.462(+0,86%) |
| 2020-05-28 | 2020-05-28 | | 37.189(+2,1%) | 4.502(+0,9%) |
| 2020-05-29 | 2020-05-29 | | 37.962(+2,1%) | 4.543(+0,91%) |
| 2020-05-30 | 2020-05-30 | | 38.394(+1,1%) | 4.582(+0,86%) |
| 2020-05-31 | 2020-05-31 | | 38.659(+0,69%) | 4.628(+1%) |
| 2020-06-01 | 2020-06-01 | | 39.307(+1,7%) | 4.667(+0,84%) |
| 2020-06-02 | 2020-06-02 | | 40.207(+2,3%) | 4.703(+0,77%) |
| 2020-06-03 | 2020-06-03 | | 41.253(+2,6%) | 4.731(+0,6%) |
| 2020-06-04 | 2020-06-04 | | 42.292(+2,5%) | 4.774(+0,91%) |
| 2020-06-05 | 2020-06-05 | | 43.438(+2,7%) | 4.811(+0,78%) |
| 2020-06-06 | 2020-06-06 | | 44.218(+1,8%) | 4.840(+0,6%) |
| 2020-06-07 | 2020-06-07 | | 44.680(+1%) | 4.873(+0,68%) |
| 2020-06-08 | 2020-06-08 | | 45.357(+1,5%) | 4.911(+0,78%) |
| 2020-06-09 | 2020-06-09 | | 46.294(+2,1%) | 4.944(+0,67%) |
| 2020-06-10 | 2020-06-10 | | 47.731(+3,1%) | 4.984(+0,81%) |
| 2020-06-11 | 2020-06-11 | | 49.024(+2,7%) | 5.019(+0,7%) |
| 2020-06-12 | 2020-06-12 | | 50.353(+2,7%) | 5.048(+0,58%) |
| 2020-06-13 | 2020-06-13 | | 51.385(+2%) | 5.081(+0,65%) |
| 2020-06-14 | 2020-06-14 | | 51.803(+0,81%) | 5.108(+0,53%) |
| 2020-06-15 | 2020-06-15 | | 52.488(+1,3%) | 5.138(+0,59%) |
| 2020-06-16 | 2020-06-16 | | 53.697(+2,3%) | 5.166(+0,54%) |
| 2020-06-17 | 2020-06-17 | | 55.154(+2,7%) | 5.198(+0,62%) |
| 2020-06-18 | 2020-06-18 | | 56.648(+2,7%) | 5.227(+0,56%) |
| 2020-06-19 | 2020-06-19 | | 57.857(+2,1%) | 5.257(+0,57%) |
| 2020-06-20 | 2020-06-20 | | 58.555(+1,2%) | 5.286(+0,55%) |
| 2020-06-21 | 2020-06-21 | | 58.876(+0,55%) | 5.308(+0,42%) |
| 2020-06-22 | 2020-06-22 | | 59.676(+1,4%) | 5.328(+0,38%) |
| 2020-06-23 | 2020-06-23 | | 60.985(+2,2%) | 5.353(+0,47%) |
| 2020-06-24 | 2020-06-24 | | 62.683(+2,8%) | 5.375(+0,41%) |
| 2020-06-25 | 2020-06-25 | | 63.962(+2%) | 5.398(+0,43%) |
| 2020-06-26 | 2020-06-26 | | 65.166(+1,9%) | 5.409(+0,2%) |
| 2020-06-27 | 2020-06-27 | | 65.921(+1,2%) | 5.423(+0,26%) |
| 2020-06-28 | 2020-06-28 | | 66.336(+0,63%) | 5.446(+0,42%) |
| 2020-06-29 | 2020-06-29 | | 67.063(+1,1%) | 5.462(+0,29%) |
| 2020-06-30 | 2020-06-30 | | 67.867(+1,2%) | 5.482(+0,37%) |
| 2020-07-01 | 2020-07-01 | | 68.551(+1%) | 5.497(+0,27%) |
| 2020-07-02 | 2020-07-02 | | 69.238(+1%) | 5.512(+0,27%) |
| 2020-07-03 | 2020-07-03 | | 69.932(+1%) | 5.520(+0,15%) |
| 2020-07-04 | 2020-07-04 | | 70.296(+0,52%) | 5.535(+0,27%) |
| 2020-07-05 | 2020-07-05 | | 70.611(+0,45%) | 5.544(+0,16%) |
| 2020-07-06 | 2020-07-06 | | 70.862(+0,36%) | 5.559(+0,27%) |
| 2020-07-07 | 2020-07-07 | | 71.140(+0,39%) | 5.571(+0,22%) |
| 2020-07-08 | 2020-07-08 | | 71.673(+0,75%) | 5.582(+0,2%) |
| 2020-07-09 | 2020-07-09 | | 72.007(+0,47%) | 5.597(+0,27%) |
| 2020-07-10 | 2020-07-10 | | 72.376(+0,51%) | 5.611(+0,25%) |
| 2020-07-11 | 2020-07-11 | | 72.684(+0,43%) | 5.621(+0,18%) |
| 2020-07-12 | 2020-07-12 | | 72.790(+0,15%) | 5.629(+0,14%) |
| 2020-07-13 | 2020-07-13 | | 72.960(+0,23%) | 5.641(+0,21%) |
| 2020-07-14 | 2020-07-14 | | 73.272(+0,43%) | 5.649(+0,14%) |
| 2020-07-15 | 2020-07-15 | | 73.559(+0,39%) | 5.655(+0,11%) |
| 2020-07-16 | 2020-07-16 | | 73.827(+0,36%) | 5.661(+0,11%) |
| 2020-07-17 | 2020-07-17 | | 74.111(+0,38%) | 5.668(+0,12%) |
| 2020-07-18 | 2020-07-18 | | 74.302(+0,26%) | 5.679(+0,19%) |
| 2020-07-19 | 2020-07-19 | | 74.412(+0,15%) | 5.686(+0,12%) |
| 2020-07-20 | 2020-07-20 | | 74.543(+0,18%) | 5.692(+0,11%) |
| 2020-07-21 | 2020-07-21 | | 74.769(+0,3%) | 5.699(+0,12%) |
| 2020-07-22 | 2020-07-22 | | 75.066(+0,4%) | 5.705(+0,11%) |
| 2020-07-23 | 2020-07-23 | | 75.286(+0,29%) | 5.710(+0,09%) |
| 2020-07-24 | 2020-07-24 | | 75.548(+0,35%) | 5.713(+0,05%) |
| 2020-07-25 | 2020-07-25 | | 75.686(+0,18%) | 5.714(+0,02%) |
| 2020-07-26 | 2020-07-26 | | 75.728(+0,06%) | 5.716(+0,04%) |
| 2020-07-27 | 2020-07-27 | | 75.799(+0,09%) | 5.722(+0,1%) |
| 2020-07-28 | 2020-07-28 | | 76.082(+0,37%) | 5.726(+0,07%) |
| 2020-07-29 | 2020-07-29 | | 76.383(+0,4%) | 5.727(+0,02%) |
| 2020-07-30 | 2020-07-30 | | 76.685(+0,4%) | 5.727(=) |
| 2020-07-31 | 2020-07-31 | | 76.943(+0,34%) | 5.729(+0,03%) |
| 2020-08-01 | 2020-08-01 | | 77.246(+0,39%) | 5.731(+0,03%) |
| 2020-08-02 | 2020-08-02 | | 77.284(+0,05%) | 5.734(+0,05%) |
| 2020-08-03 | 2020-08-03 | | 77.449(+0,21%) | 5.738(+0,07%) |
| 2020-08-04 | 2020-08-04 | | 77.782(+0,43%) | 5.740(+0,03%) |
| 2020-08-05 | 2020-08-05 | | 78.207(+0,55%) | 5.741(+0,02%) |
| 2020-08-06 | 2020-08-06 | | 78.585(+0,48%) | 5.745(+0,07%) |
| 2020-08-07 | 2020-08-07 | | 78.965(+0,48%) | 5.747(+0,03%) |
| 2020-08-08 | 2020-08-08 | | 79.225(+0,33%) | 5.748(+0,02%) |
| 2020-08-09 | 2020-08-09 | | 79.298(+0,09%) | 5.752(+0,07%) |
| 2020-08-10 | 2020-08-10 | | 79.494(+0,25%) | 5.754(+0,03%) |
| 2020-08-11 | 2020-08-11 | | 79.911(+0,52%) | 5.758(+0,07%) |
| 2020-08-12 | 2020-08-12 | | 80.354(+0,55%) | 5.761(+0,05%) |
| 2020-08-13 | 2020-08-13 | | 80.717(+0,45%) | 5.766(+0,09%) |
| 2020-08-14 | 2020-08-14 | | 81.061(+0,43%) | 5.767(+0,02%) |
| 2020-08-15 | 2020-08-15 | | 81.287(+0,28%) | 5.768(+0,02%) |
| 2020-08-16 | 2020-08-16 | | 81.350(+0,08%) | 5.768(=) |
| 2020-08-17 | 2020-08-17 | | 81.524(+0,21%) | 5.771(+0,05%) |
| 2020-08-18 | 2020-08-18 | | 81.838(+0,39%) | 5.775(+0,07%) |
| 2020-08-19 | 2020-08-19 | | 82.189(+0,43%) | 5.776(+0,02%) |
| 2020-08-20 | 2020-08-20 | | 82.522(+0,41%) | 5.778(+0,03%) |
| 2020-08-21 | 2020-08-21 | | 82.820(+0,36%) | 5.783(+0,09%) |
| 2020-08-22 | 2020-08-22 | | 82.980(+0,19%) | 5.784(+0,02%) |
| 2020-08-23 | 2020-08-23 | | 83.037(+0,07%) | 5.787(+0,05%) |
| 2020-08-24 | 2020-08-24 | | 83.211(+0,21%) | 5.788(+0,02%) |
| 2020-08-25 | 2020-08-25 | | 83.433(+0,27%) | 5.789(+0,02%) |
| 2020-08-26 | 2020-08-26 | | 83.677(+0,29%) | 5.791(+0,03%) |
| 2020-08-27 | 2020-08-27 | | 83.879(+0,24%) | 5.792(+0,02%) |
| 2020-08-28 | 2020-08-28 | | 84.058(+0,21%) | 5.793(+0,02%) |
| 2020-08-29 | 2020-08-29 | | 84.189(+0,16%) | 5.794(+0,02%) |
| 2020-08-30 | 2020-08-30 | | 84.237(+0,06%) | 5.797(+0,05%) |
| 2020-08-31 | 2020-08-31 | | 84.399(+0,19%) | 5.799(+0,03%) |
| 2020-09-01 | 2020-09-01 | | 84.570(+0,2%) | 5.802(+0,05%) |
| 2020-09-02 | 2020-09-02 | | 84.783(+0,25%) | 5.804(+0,03%) |
| 2020-09-03 | 2020-09-03 | | 85.069(+0,34%) | 5.806(+0,03%) |
| 2020-09-04 | 2020-09-04 | | 85.331(+0,31%) | 5.806(=) |
| 2020-09-05 | 2020-09-05 | | 85.502(+0,2%) | 5.806(=) |
| 2020-09-06 | 2020-09-06 | | 85.569(+0,08%) | 5.809(+0,05%) |
| 2020-09-07 | 2020-09-07 | | 85.754(+0,22%) | 5.810(+0,02%) |
| 2020-09-08 | 2020-09-08 | | 85.990(+0,28%) | 5.811(+0,02%) |
| 2020-09-09 | 2020-09-09 | | 86.304(+0,37%) | 5.813(+0,03%) |
| 2020-09-10 | 2020-09-10 | | 86.558(+0,29%) | 5.815(+0,03%) |
| 2020-09-11 | 2020-09-11 | | 86.849(+0,34%) | 5.819(+0,07%) |
| 2020-09-12 | 2020-09-12 | | 87.055(+0,24%) | 5.820(+0,02%) |
| 2020-09-13 | 2020-09-13 | | 87.161(+0,12%) | 5.822(+0,03%) |
| 2020-09-14 | 2020-09-14 | | 87.381(+0,25%) | 5.824(+0,03%) |
| 2020-09-15 | 2020-09-15 | | 87.673(+0,33%) | 5.825(+0,02%) |
| 2020-09-16 | 2020-09-16 | | 88.003(+0,38%) | 5.827(+0,03%) |
| 2020-09-17 | 2020-09-17 | | 88.392(+0,44%) | 5.828(+0,02%) |
| 2020-09-18 | 2020-09-18 | | 88.829(+0,49%) | 5.829(+0,02%) |
| 2020-09-19 | 2020-09-19 | | 89.108(+0,31%) | 5.830(+0,02%) |
| 2020-09-20 | 2020-09-20 | | 89.241(+0,15%) | 5.834(+0,07%) |
| 2020-09-21 | 2020-09-21 | | 89.507(+0,3%) | 5.836(+0,03%) |
| 2020-09-22 | 2020-09-22 | | 89.945(+0,49%) | 5.837(+0,02%) |
| 2020-09-23 | 2020-09-23 | | 90.498(+0,61%) | 5.837(=) |
| 2020-09-24 | 2020-09-24 | | 91.038(+0,6%) | 5.838(+0,02%) |
| 2020-09-25 | 2020-09-25 | | 91.668(+0,69%) | 5.842(+0,07%) |
| 2020-09-26 | 2020-09-26 | | 91.993(+0,35%) | 5.844(+0,03%) |
| 2020-09-27 | 2020-09-27 | | 92.160(+0,18%) | 5.845(+0,02%) |
| 2020-09-28 | 2020-09-28 | | 92.538(+0,41%) | 5.846(+0,02%) |
| 2020-09-29 | 2020-09-29 | | 93.151(+0,66%) | 5.848(+0,03%) |
| 2020-09-30 | 2020-09-30 | | 93.840(+0,74%) | 5.852(+0,07%) |
| 2020-10-01 | 2020-10-01 | | 94.473(+0,67%) | 5.853(+0,02%) |
| 2020-10-02 | 2020-10-02 | | 95.185(+0,75%) | 5.856(+0,05%) |
| 2020-10-03 | 2020-10-03 | | 95.646(+0,48%) | 5.859(+0,05%) |
| 2020-10-04 | 2020-10-04 | | 95.802(+0,16%) | 5.862(+0,05%) |
| 2020-10-05 | 2020-10-05 | | 96.176(+0,39%) | 5.864(+0,03%) |
| 2020-10-06 | 2020-10-06 | | 96.962(+0,82%) | 5.868(+0,07%) |
| 2020-10-07 | 2020-10-07 | | 97.793(+0,86%) | 5.871(+0,05%) |
| 2020-10-08 | 2020-10-08 | | 98.627(+0,85%) | 5.872(+0,02%) |
| 2020-10-09 | 2020-10-09 | | 99.410(+0,79%) | 5.877(+0,09%) |
| 2020-10-10 | 2020-10-10 | | 99.919(+0,51%) | 5.882(+0,09%) |
| 2020-10-11 | 2020-10-11 | | 100.080(+0,16%) | 5.884(+0,03%) |
| 2020-10-12 | 2020-10-12 | | 100.717(+0,64%) | 5.887(+0,05%) |
| 2020-10-13 | 2020-10-13 | | 101.633(+0,91%) | 5.888(+0,02%) |
| 2020-10-14 | 2020-10-14 | | 102.601(+0,95%) | 5.890(+0,03%) |
| 2020-10-15 | 2020-10-15 | | 103.503(+0,88%) | 5.893(+0,05%) |
| 2020-10-16 | 2020-10-16 | | 104.682(+1,1%) | 5.895(+0,03%) |
| 2020-10-17 | 2020-10-17 | | 105.379(+0,67%) | 5.899(+0,07%) |
| 2020-10-18 | 2020-10-18 | | 105.700(+0,3%) | 5.900(+0,02%) |
| 2020-10-19 | 2020-10-19 | | 106.471(+0,73%) | 5.904(+0,07%) |
| 2020-10-20 | 2020-10-20 | | 107.761(+1,2%) | 5.908(+0,07%) |
| 2020-10-21 | 2020-10-21 | | 109.332(+1,5%) | 5.911(+0,05%) |
| 2020-10-22 | 2020-10-22 | | 110.998(+1,5%) | 5.920(+0,15%) |
| 2020-10-23 | 2020-10-23 | | 112.866(+1,7%) | 5.927(+0,12%) |
| 2020-10-24 | 2020-10-24 | | 114.343(+1,3%) | 5.935(+0,13%) |
| 2020-10-25 | 2020-10-25 | | 114.857(+0,45%) | 5.943(+0,13%) |
| 2020-10-26 | 2020-10-26 | | 115.926(+0,93%) | 5.954(+0,19%) |
| 2020-10-27 | 2020-10-27 | | 118.341(+2,1%) | 5.963(+0,15%) |
| 2020-10-28 | 2020-10-28 | | 121.731(+2,9%) | 5.972(+0,15%) |
| 2020-10-29 | 2020-10-29 | | 124.993(+2,7%) | 5.981(+0,15%) |
| 2020-10-30 | 2020-10-30 | | 129.049(+3,2%) | 5.990(+0,15%) |
| 2020-10-31 | 2020-10-31 | | 132.036(+2,3%) | 6.003(+0,22%) |
| 2020-11-01 | 2020-11-01 | | 133.333(+0,98%) | 6.025(+0,37%) |
| 2020-11-02 | 2020-11-02 | | 134.902(+1,2%) | 6.045(+0,33%) |
| 2020-11-03 | 2020-11-03 | | 138.510(+2,7%) | 6.064(+0,31%) |
| 2020-11-04 | 2020-11-04 | | 142.992(+3,2%) | 6.085(+0,35%) |
| 2020-11-05 | 2020-11-05 | | 147.736(+3,3%) | 6.107(+0,36%) |
| 2020-11-06 | 2020-11-06 | | 152.190(+3%) | 6.132(+0,41%) |
| 2020-11-07 | 2020-11-07 | | 156.642(+2,9%) | 6.158(+0,42%) |
| 2020-11-08 | 2020-11-08 | | 158.739(+1,3%) | 6.180(+0,36%) |
| 2020-11-09 | 2020-11-09 | | 162.464(+2,3%) | 6.215(+0,57%) |
| 2020-11-10 | 2020-11-10 | | 166.961(+2,8%) | 6.250(+0,56%) |
| 2020-11-11 | 2020-11-11 | | 172.671(+3,4%) | 6.277(+0,43%) |
| 2020-11-12 | 2020-11-12 | | 178.237(+3,2%) | 6.305(+0,45%) |
| 2020-11-13 | 2020-11-13 | | 184.967(+3,8%) | 6.338(+0,52%) |
| 2020-11-14 | 2020-11-14 | | 188.481(+1,9%) | 6.376(+0,6%) |
| 2020-11-15 | 2020-11-15 | | 190.062(+0,84%) | 6.415(+0,61%) |
| 2020-11-16 | 2020-11-16 | | 192.607(+1,3%) | 6.452(+0,58%) |
| 2020-11-17 | 2020-11-17 | | 197.067(+2,3%) | 6.494(+0,65%) |
| 2020-11-18 | 2020-11-18 | | 202.028(+2,5%) | 6.545(+0,79%) |
| 2020-11-19 | 2020-11-19 | | 209.647(+3,8%) | 6.590(+0,69%) |
| 2020-11-20 | 2020-11-20 | | 215.107(+2,6%) | 6.635(+0,68%) |
| 2020-11-21 | 2020-11-21 | | 219.600(+2,1%) | 6.686(+0,77%) |
| 2020-11-22 | 2020-11-22 | | 222.022(+1,1%) | 6.745(+0,88%) |
| 2020-11-23 | 2020-11-23 | | 225.899(+1,7%) | 6.799(+0,8%) |
| 2020-11-24 | 2020-11-24 | | 231.574(+2,5%) | 6.866(+0,99%) |
| 2020-11-25 | 2020-11-25 | | 237.641(+2,6%) | 6.936(+1%) |
| 2020-11-26 | 2020-11-26 | | 244.544(+2,9%) | 6.995(+0,85%) |
| 2020-11-27 | 2020-11-27 | | 251.006(+2,6%) | 7.058(+0,9%) |
| 2020-11-28 | 2020-11-28 | | 254.831(+1,5%) | 7.107(+0,69%) |
| 2020-11-29 | 2020-11-29 | | 257.585(+1,1%) | 7.157(+0,7%) |
| 2020-11-30 | 2020-11-30 | | 261.068(+1,4%) | 7.220(+0,88%) |
| 2020-12-01 | 2020-12-01 | | 266.888(+2,2%) | 7.285(+0,9%) |
| 2020-12-02 | 2020-12-02 | | 273.435(+2,5%) | 7.354(+0,95%) |
| 2020-12-03 | 2020-12-03 | | 280.421(+2,6%) | 7.428(+1%) |
| 2020-12-04 | 2020-12-04 | | 287.759(+2,6%) | 7.495(+0,9%) |
| 2020-12-05 | 2020-12-05 | | 292.624(+1,7%) | 7.537(+0,56%) |
| 2020-12-06 | 2020-12-06 | | 294.427(+0,62%) | 7.615(+1%) |
| 2020-12-07 | 2020-12-07 | | 298.207(+1,3%) | 7.664(+0,64%) |
| 2020-12-08 | 2020-12-08 | | 305.654(+2,5%) | 7.707(+0,56%) |
| 2020-12-09 | 2020-12-09 | | 314.051(+2,7%) | 7.767(+0,78%) |
| 2020-12-10 | 2020-12-10 | | 320.753(+2,1%) | 7.834(+0,86%) |
| 2020-12-11 | 2020-12-11 | | 328.474(+2,4%) | 7.890(+0,71%) |
| 2020-12-12 | 2020-12-12 | | 335.014(+2%) | 7.934(+0,56%) |
| 2020-12-13 | 2020-12-13 | | 338.071(+0,91%) | 7.979(+0,57%) |
| 2020-12-14 | 2020-12-14 | | 341.607(+1%) | 8.034(+0,69%) |
| 2020-12-15 | 2020-12-15 | | 348.616(+2,1%) | 8.079(+0,56%) |
| 2020-12-16 | 2020-12-16 | | 357.442(+2,5%) | 8.126(+0,58%) |
| 2020-12-17 | 2020-12-17 | | 367.089(+2,7%) | 8.161(+0,43%) |
| 2020-12-18 | 2020-12-18 | | 375.010(+2,2%) | 8.187(+0,32%) |
| 2020-12-19 | 2020-12-19 | | 380.522(+1,5%) | 8.209(+0,27%) |
| 2020-12-20 | 2020-12-20 | | 384.276(+0,99%) | 8.238(+0,35%) |
| 2020-12-21 | 2020-12-21 | | 389.439(+1,3%) | 8.249(+0,13%) |
| 2020-12-22 | 2020-12-22 | | 396.048(+1,7%) | 8.256(+0,08%) |
| 2020-12-23 | 2020-12-23 | | 407.334(+2,8%) | 9.036(+9,4%) |
| 2020-12-24 | 2020-12-24 | | 412.370(+1,2%) | 9.124(+0,97%) |
| 2020-12-25 | 2020-12-25 | | 415.163(+0,68%) | 9.230(+1,2%) |
| 2020-12-26 | 2020-12-26 | | 418.129(+0,71%) | 9.324(+1%) |
| 2020-12-27 | 2020-12-27 | | 421.337(+0,77%) | 9.423(+1,1%) |
| 2020-12-28 | 2020-12-28 | | 428.428(+1,7%) | 9.544(+1,3%) |
| 2020-12-29 | 2020-12-29 | | 437.300(+2,1%) | 9.617(+0,76%) |
| 2020-12-30 | 2020-12-30 | | 447.759(+2,4%) | 9.707(+0,94%) |
| 2020-12-31 | 2020-12-31 | | 454.758(+1,6%) | 9.817(+1,1%) |
| 2021-01-01 | 2021-01-01 | | 457.376(+0,58%) | 9.904(+0,89%) |
| 2021-01-02 | 2021-01-02 | | 459.907(+0,55%) | 10.003(+1%) |
| 2021-01-03 | 2021-01-03 | | 462.661(+0,6%) | 10.086(+0,83%) |
| 2021-01-04 | 2021-01-04 | | 469.644(+1,5%) | 10.172(+0,85%) |
| 2021-01-05 | 2021-01-05 | | 477.190(+1,6%) | 10.265(+0,91%) |
| 2021-01-06 | 2021-01-06 | | 482.219(+1,1%) | 10.347(+0,8%) |
| 2021-01-07 | 2021-01-07 | | 489.370(+1,5%) | 10.450(+1%) |
| 2021-01-08 | 2021-01-08 | | 495.066(+1,2%) | 10.549(+0,95%) |
| 2021-01-09 | 2021-01-09 | | 499.802(+0,96%) | 10.638(+0,84%) |
| 2021-01-10 | 2021-01-10 | | 502.120(+0,46%) | 10.730(+0,86%) |
| 2021-01-11 | 2021-01-11 | | 506.768(+0,93%) | 10.819(+0,83%) |
| 2021-01-12 | 2021-01-12 | | 512.108(+1,1%) | 10.907(+0,81%) |
| 2021-01-13 | 2021-01-13 | | 518.704(+1,3%) | 10.998(+0,83%) |
| 2021-01-14 | 2021-01-14 | | 523.451(+0,92%) | 11.094(+0,87%) |
| 2021-01-15 | 2021-01-15 | | 527.657(+0,8%) | 11.183(+0,8%) |
| 2021-01-16 | 2021-01-16 | | 529.819(+0,41%) | 11.265(+0,73%) |
| 2021-01-17 | 2021-01-17 | | 531.069(+0,24%) | 11.326(+0,54%) |
| 2021-01-18 | 2021-01-18 | | 533.185(+0,4%) | 11.399(+0,64%) |
| 2021-01-19 | 2021-01-19 | | 537.917(+0,89%) | 11.491(+0,81%) |
| 2021-01-20 | 2021-01-20 | | 542.866(+0,92%) | 11.578(+0,76%) |
| 2021-01-21 | 2021-01-21 | | 547.065(+0,77%) | 11.666(+0,76%) |
| 2021-01-22 | 2021-01-22 | | 550.788(+0,68%) | 11.725(+0,51%) |
| 2021-01-23 | 2021-01-23 | | 553.156(+0,43%) | 11.788(+0,54%) |
| 2021-01-24 | 2021-01-24 | | 554.304(+0,21%) | 11.839(+0,43%) |
| 2021-01-25 | 2021-01-25 | | 556.189(+0,34%) | 11.898(+0,5%) |
| 2021-01-26 | 2021-01-26 | | 560.379(+0,75%) | 11.964(+0,55%) |
| 2021-01-27 | 2021-01-27 | | 564.485(+0,73%) | 12.018(+0,45%) |
| 2021-01-28 | 2021-01-28 | | 566.857(+0,42%) | 12.074(+0,47%) |
| 2021-01-29 | 2021-01-29 | | 571.111(+0,75%) | 12.132(+0,48%) |
| 2021-01-30 | 2021-01-30 | | 573.806(+0,47%) | 12.189(+0,47%) |
| 2021-01-31 | 2021-01-31 | | 574.970(+0,2%) | 12.228(+0,32%) |
| 2021-02-01 | 2021-02-01 | | 576.522(+0,27%) | 12.274(+0,38%) |
| 2021-02-02 | 2021-02-02 | | 580.839(+0,75%) | 12.316(+0,34%) |
| 2021-02-03 | 2021-02-03 | | 584.576(+0,64%) | 12.368(+0,42%) |
| 2021-02-04 | 2021-02-04 | | 587.973(+0,58%) | 12.398(+0,24%) |
| 2021-02-05 | 2021-02-05 | | 591.233(+0,55%) | 12.434(+0,29%) |
| 2021-02-06 | 2021-02-06 | | 593.566(+0,39%) | 12.467(+0,27%) |
| 2021-02-07 | 2021-02-07 | | 594.579(+0,17%) | 12.495(+0,22%) |
| 2021-02-08 | 2021-02-08 | | 596.084(+0,25%) | 12.534(+0,31%) |
| 2021-02-09 | 2021-02-09 | | 600.154(+0,68%) | 12.559(+0,2%) |
| 2021-02-10 | 2021-02-10 | | 604.507(+0,73%) | 12.586(+0,21%) |
| 2021-02-11 | 2021-02-11 | | 608.315(+0,63%) | 12.619(+0,26%) |
| 2021-02-12 | 2021-02-12 | | 611.884(+0,59%) | 12.646(+0,21%) |
| 2021-02-13 | 2021-02-13 | | 614.655(+0,45%) | 12.671(+0,2%) |
| 2021-02-14 | 2021-02-14 | | 615.866(+0,2%) | 12.699(+0,22%) |
| 2021-02-15 | 2021-02-15 | | 617.769(+0,31%) | 12.722(+0,18%) |
| 2021-02-16 | 2021-02-16 | | 621.976(+0,68%) | 12.744(+0,17%) |
| 2021-02-17 | 2021-02-17 | | 626.942(+0,8%) | 12.778(+0,27%) |
| 2021-02-18 | 2021-02-18 | | 631.077(+0,66%) | 12.795(+0,13%) |
| 2021-02-19 | 2021-02-19 | | 635.105(+0,64%) | 12.820(+0,2%) |
| 2021-02-20 | 2021-02-20 | | 637.886(+0,44%) | 12.849(+0,23%) |
| 2021-02-21 | 2021-02-21 | | 639.485(+0,25%) | 12.871(+0,17%) |
| 2021-02-22 | 2021-02-22 | | 642.028(+0,4%) | 12.896(+0,19%) |
| 2021-02-23 | 2021-02-23 | | 647.436(+0,84%) | 12.909(+0,1%) |
| 2021-02-24 | 2021-02-24 | | 652.415(+0,77%) | 12.935(+0,2%) |
| 2021-02-25 | 2021-02-25 | | 657.247(+0,74%) | 12.953(+0,14%) |
| 2021-02-26 | 2021-02-26 | | 661.830(+0,7%) | 12.971(+0,14%) |
| 2021-02-27 | 2021-02-27 | | 664.937(+0,47%) | 12.989(+0,14%) |
| 2021-02-28 | 2021-02-28 | | 666.180(+0,19%) | 13.014(+0,19%) |
| 2021-03-01 | 2021-03-01 | | 669.009(+0,42%) | 13.038(+0,18%) |
| 2021-03-02 | 2021-03-02 | | 675.200(+0,93%) | 13.061(+0,18%) |
| 2021-03-03 | 2021-03-03 | | 680.078(+0,72%) | 13.080(+0,15%) |
| 2021-03-04 | 2021-03-04 | | 684.961(+0,72%) | 13.099(+0,15%) |
| 2021-03-05 | 2021-03-05 | | 689.031(+0,59%) | 13.113(+0,11%) |
| 2021-03-06 | 2021-03-06 | | 692.486(+0,5%) | 13.125(+0,09%) |
| 2021-03-07 | 2021-03-07 | | 693.937(+0,21%) | 13.142(+0,13%) |
| 2021-03-08 | 2021-03-08 | | 695.921(+0,29%) | 13.165(+0,18%) |
| 2021-03-09 | 2021-03-09 | | 701.849(+0,85%) | 13.185(+0,15%) |
| 2021-03-10 | 2021-03-10 | | 707.180(+0,76%) | 13.205(+0,15%) |
| 2021-03-11 | 2021-03-11 | | 712.514(+0,75%) | 13.220(+0,11%) |
| 2021-03-12 | 2021-03-12 | | 717.510(+0,7%) | 13.237(+0,13%) |
| 2021-03-13 | 2021-03-13 | | 721.464(+0,55%) | 13.255(+0,14%) |
| 2021-03-14 | 2021-03-14 | | 722.506(+0,14%) | 13.275(+0,15%) |
| 2021-03-15 | 2021-03-15 | | 725.223(+0,38%) | 13.294(+0,14%) |
| 2021-03-16 | 2021-03-16 | | 732.009(+0,94%) | 13.309(+0,11%) |
| 2021-03-17 | 2021-03-17 | | 738.443(+0,88%) | 13.327(+0,14%) |
| 2021-03-18 | 2021-03-18 | | 744.183(+0,78%) | 13.345(+0,14%) |
| 2021-03-19 | 2021-03-19 | | 749.589(+0,73%) | 13.355(+0,07%) |
| 2021-03-20 | 2021-03-20 | | 753.969(+0,58%) | 13.379(+0,18%) |
| 2021-03-21 | 2021-03-21 | | 755.549(+0,21%) | 13.396(+0,13%) |
| 2021-03-22 | 2021-03-22 | | 758.239(+0,36%) | 13.410(+0,1%) |
| 2021-03-23 | 2021-03-23 | | 765.894(+1%) | 13.421(+0,08%) |
| 2021-03-24 | 2021-03-24 | | 773.598(+1%) | 13.443(+0,16%) |
| 2021-03-25 | 2021-03-25 | | 779.967(+0,82%) | 13.473(+0,22%) |
| 2021-03-26 | 2021-03-26 | | 786.263(+0,81%) | 13.493(+0,15%) |
| 2021-03-27 | 2021-03-27 | | 791.459(+0,66%) | 13.510(+0,13%) |
| 2021-03-28 | 2021-03-28 | | 793.443(+0,25%) | 13.526(+0,12%) |
| 2021-03-29 | 2021-03-29 | | 796.410(+0,37%) | 13.545(+0,14%) |
| 2021-03-30 | 2021-03-30 | | 804.879(+1,1%) | 13.556(+0,08%) |
| 2021-03-31 | 2021-03-31 | | 813.176(+1%) | 13.598(+0,31%) |
| 2021-04-01 | 2021-04-01 | | 820.155(+0,86%) | 13.623(+0,18%) |
| 2021-04-02 | 2021-04-02 | | 827.007(+0,84%) | 13.645(+0,16%) |
| 2021-04-03 | 2021-04-03 | | 830.409(+0,41%) | 13.663(+0,13%) |
| 2021-04-04 | 2021-04-04 | | 831.859(+0,17%) | 13.677(+0,1%) |
| 2021-04-05 | 2021-04-05 | | 834.972(+0,37%) | 13.700(+0,17%) |
| 2021-04-06 | 2021-04-06 | | 841.789(+0,82%) | 13.712(+0,09%) |
| 2021-04-07 | 2021-04-07 | | 849.621(+0,93%) | 13.734(+0,16%) |
| 2021-04-08 | 2021-04-08 | | 857.380(+0,91%) | 13.756(+0,16%) |
| 2021-04-09 | 2021-04-09 | | 865.014(+0,89%) | 13.779(+0,17%) |
| 2021-04-10 | 2021-04-10 | | 870.645(+0,65%) | 13.790(+0,08%) |
| 2021-04-11 | 2021-04-11 | | 873.035(+0,27%) | 13.806(+0,12%) |
| 2021-04-12 | 2021-04-12 | | 876.506(+0,4%) | 13.823(+0,12%) |
| 2021-04-13 | 2021-04-13 | | 885.331(+1%) | 13.842(+0,14%) |
| 2021-04-14 | 2021-04-14 | | 892.428(+0,8%) | 13.870(+0,2%) |
| 2021-04-15 | 2021-04-15 | | 900.095(+0,86%) | 13.896(+0,19%) |
| 2021-04-16 | 2021-04-16 | | 906.535(+0,72%) | 13.910(+0,1%) |
| 2021-04-17 | 2021-04-17 | | 911.520(+0,55%) | 13.929(+0,14%) |
| 2021-04-18 | 2021-04-18 | | 914.034(+0,28%) | 13.945(+0,11%) |
| 2021-04-19 | 2021-04-19 | | 916.749(+0,3%) | 13.960(+0,11%) |
| 2021-04-20 | 2021-04-20 | | 924.287(+0,82%) | 13.985(+0,18%) |
| 2021-04-21 | 2021-04-21 | | 931.994(+0,83%) | 14.009(+0,17%) |
| 2021-04-22 | 2021-04-22 | | 938.245(+0,67%) | 14.025(+0,11%) |
| 2021-04-23 | 2021-04-23 | | 943.753(+0,59%) | 14.042(+0,12%) |
| 2021-04-24 | 2021-04-24 | | 948.322(+0,48%) | 14.055(+0,09%) |
| 2021-04-25 | 2021-04-25 | | 950.080(+0,19%) | 14.075(+0,14%) |
| 2021-04-26 | 2021-04-26 | | 953.152(+0,32%) | 14.085(+0,07%) |
| 2021-04-27 | 2021-04-27 | | 960.423(+0,76%) | 14.107(+0,16%) |
| 2021-04-28 | 2021-04-28 | | 967.571(+0,74%) | 14.127(+0,14%) |
| 2021-04-29 | 2021-04-29 | | 973.511(+0,61%) | 14.145(+0,13%) |
| 2021-04-30 | 2021-04-30 | | 978.940(+0,56%) | 14.161(+0,11%) |
| 2021-05-01 | 2021-05-01 | | 983.651(+0,48%) | 14.175(+0,1%) |
| 2021-05-02 | 2021-05-02 | | 985.370(+0,17%) | 14.186(+0,08%) |
| 2021-05-03 | 2021-05-03 | | 988.439(+0,31%) | 14.203(+0,12%) |
| 2021-05-04 | 2021-05-04 | | 995.476(+0,71%) | 14.215(+0,08%) |
| 2021-05-05 | 2021-05-05 | | 1.001.960(+0,65%) | 14.230(+0,11%) |
| 2021-05-06 | 2021-05-06 | | 1.007.680(+0,57%) | 14.240(+0,07%) |
| 2021-05-07 | 2021-05-07 | | 1.012.926(+0,52%) | 14.253(+0,09%) |
| 2021-05-08 | 2021-05-08 | | 1.017.405(+0,44%) | 14.272(+0,13%) |
| 2021-05-09 | 2021-05-09 | | 1.019.062(+0,16%) | 14.287(+0,11%) |
| 2021-05-10 | 2021-05-10 | | 1.021.524(+0,24%) | 14.307(+0,14%) |
| 2021-05-11 | 2021-05-11 | | 1.027.837(+0,62%) | 14.317(+0,07%) |
| 2021-05-12 | 2021-05-12 | | 1.033.107(+0,51%) | 14.328(+0,08%) |
| 2021-05-13 | 2021-05-13 | | 1.037.025(+0,38%) | 14.347(+0,13%) |
| 2021-05-14 | 2021-05-14 | | 1.039.607(+0,25%) | 14.370(+0,16%) |
| 2021-05-15 | 2021-05-15 | | 1.043.576(+0,38%) | 14.381(+0,08%) |
| 2021-05-16 | 2021-05-16 | | 1.044.984(+0,13%) | 14.394(+0,09%) |
| 2021-05-17 | 2021-05-17 | | 1.047.093(+0,2%) | 14.402(+0,06%) |
| 2021-05-18 | 2021-05-18 | | 1.051.740(+0,44%) | 14.410(+0,06%) |
| 2021-05-19 | 2021-05-19 | | 1.055.149(+0,32%) | 14.416(+0,04%) |
| 2021-05-20 | 2021-05-20 | | 1.058.316(+0,3%) | 14.429(+0,09%) |
| 2021-05-21 | 2021-05-21 | | 1.060.639(+0,22%) | 14.439(+0,07%) |
| 2021-05-22 | 2021-05-22 | | 1.062.548(+0,18%) | 14.446(+0,05%) |
| 2021-05-23 | 2021-05-23 | | 1.063.168(+0,06%) | 14.455(+0,06%) |
| 2021-05-24 | 2021-05-24 | | 1.064.365(+0,11%) | 14.459(+0,03%) |
| 2021-05-25 | 2021-05-25 | | 1.067.102(+0,26%) | 14.461(+0,01%) |
| 2021-05-26 | 2021-05-26 | | 1.068.465(+0,13%) | 14.464(+0,02%) |
| 2021-05-27 | 2021-05-27 | | 1.068.465(=) | 14.467(+0,02%) |
| 2021-05-28 | 2021-05-28 | | 1.068.716(+0,02%) | 14.470(+0,02%) |
| 2021-05-29 | 2021-05-29 | | 1.068.970(+0,02%) | 14.470(=) |
| 2021-05-30 | 2021-05-30 | | 1.070.920(+0,18%) | 14.473(+0,02%) |
| 2021-05-31 | 2021-05-31 | | 1.072.834(+0,18%) | 14.474(+0,01%) |
| 2021-06-01 | 2021-06-01 | | 1.075.632(+0,26%) | 14.474(=) |
| 2021-06-02 | 2021-06-02 | | 1.076.993(+0,13%) | 14.474(=) |
| 2021-06-03 | 2021-06-03 | | 1.078.189(+0,11%) | 14.539(+0,45%) |
| 2021-06-04 | 2021-06-04 | | 1.079.178(+0,09%) | 14.552(+0,09%) |
| 2021-06-05 | 2021-06-05 | | 1.079.934(+0,07%) | 14.555(+0,02%) |
| 2021-06-06 | 2021-06-06 | | 1.080.156(+0,02%) | 14.558(+0,02%) |
| 2021-06-07 | 2021-06-07 | | 1.080.646(+0,05%) | 14.563(+0,03%) |
| 2021-06-08 | 2021-06-08 | | 1.081.828(+0,11%) | 14.567(+0,03%) |
| 2021-06-09 | 2021-06-09 | | 1.082.653(+0,08%) | 14.574(+0,05%) |
| 2021-06-10 | 2021-06-10 | | 1.083.382(+0,07%) | 14.577(+0,02%) |
| 2021-06-11 | 2021-06-11 | | 1.083.867(+0,04%) | 14.578(+0,01%) |
| 2021-06-12 | 2021-06-12 | | 1.084.391(+0,05%) | 14.580(+0,01%) |
| 2021-06-13 | 2021-06-13 | | 1.084.551(+0,01%) | 14.580(=) |
| 2021-06-14 | 2021-06-14 | | 1.084.551(=) | 14.584(+0,03%) |
| 2021-06-15 | 2021-06-15 | | 1.084.552(=) | 14.586(+0,01%) |
| 2021-06-16 | 2021-06-16 | | 1.087.558(+0,28%) | 14.588(+0,01%) |
| 2021-06-17 | 2021-06-17 | | 1.086.778(−0,07%) | 14.589(+0,01%) |
| 2021-06-18 | 2021-06-18 | | 1.087.378(+0,06%) | 14.592(+0,02%) |
| 2021-06-19 | 2021-06-19 | | 1.087.396(=) | 14.593(+0,01%) |
| 2021-06-20 | 2021-06-20 | | 1.087.397(=) | 14.596(+0,02%) |
| 2021-06-21 | 2021-06-21 | | 1.088.074(+0,06%) | 14.598(+0,01%) |
| 2021-06-22 | 2021-06-22 | | 1.088.579(+0,05%) | 14.601(+0,02%) |
| 2021-06-23 | 2021-06-23 | | 1.088.958(+0,03%) | 14.601(=) |
| 2021-06-24 | 2021-06-24 | | 1.089.331(+0,03%) | 14.603(+0,01%) |
| 2021-06-25 | 2021-06-25 | | 1.089.362(=) | 14.605(+0,01%) |
| 2021-06-26 | 2021-06-26 | | 1.089.370(=) | 14.605(=) |
| 2021-06-27 | 2021-06-27 | | 1.089.378(=) | 14.605(=) |
| 2021-06-28 | 2021-06-28 | | 1.089.821(+0,04%) | 14.607(+0,01%) |
| 2021-06-29 | 2021-06-29 | | 1.090.071(+0,02%) | 14.608(+0,01%) |
| 2021-06-30 | 2021-06-30 | | 1.090.631(+0,05%) | 14.609(+0,01%) |
| 2021-07-01 | 2021-07-01 | | 1.090.915(+0,03%) | 14.609(=) |
| 2021-07-02 | 2021-07-02 | | 1.091.242(+0,03%) | 14.610(+0,01%) |
| 2021-07-03 | 2021-07-03 | | 1.091.245(=) | 14.612(+0,01%) |
| 2021-07-04 | 2021-07-04 | | 1.091.247(=) | 14.612(=) |
| 2021-07-05 | 2021-07-05 | | 1.091.661(+0,04%) | 14.612(=) |
| 2021-07-06 | 2021-07-06 | | 1.092.030(+0,03%) | 14.614(+0,01%) |
| 2021-07-07 | 2021-07-07 | | 1.092.287(+0,02%) | 14.614(=) |
| 2021-07-08 | 2021-07-08 | | 1.092.524(+0,02%) | 14.614(=) |
| 2021-07-09 | 2021-07-09 | | 1.092.752(+0,02%) | 14.614(=) |
| 2021-07-10 | 2021-07-10 | | 1.092.759(=) | 14.614(=) |
| 2021-07-11 | 2021-07-11 | | 1.092.759(=) | 14.615(+0,01%) |
| 2021-07-12 | 2021-07-12 | | 1.093.199(+0,04%) | 14.615(=) |
| 2021-07-13 | 2021-07-13 | | 1.093.572(+0,03%) | 14.615(=) |
| 2021-07-14 | 2021-07-14 | | 1.093.920(+0,03%) | 14.615(=) |
| 2021-07-15 | 2021-07-15 | | 1.094.286(+0,03%) | 14.616(+0,01%) |
| 2021-07-16 | 2021-07-16 | | 1.094.624(+0,03%) | 14.616(=) |
| 2021-07-17 | 2021-07-17 | | 1.094.635(=) | 14.617(+0,01%) |
| 2021-07-18 | 2021-07-18 | | 1.094.641(=) | 14.617(=) |
| 2021-07-19 | 2021-07-19 | | 1.095.269(+0,06%) | 14.617(=) |
| 2021-07-20 | 2021-07-20 | | 1.095.786(+0,05%) | 14.617(=) |
| 2021-07-21 | 2021-07-21 | | 1.096.368(+0,05%) | 14.618(+0,01%) |
| 2021-07-22 | 2021-07-22 | | 1.096.845(+0,04%) | 14.619(+0,01%) |
| 2021-07-23 | 2021-07-23 | | 1.097.290(+0,04%) | 14.620(+0,01%) |
| 2021-07-24 | 2021-07-24 | | 1.097.301(=) | 14.620(=) |
| 2021-07-25 | 2021-07-25 | | 1.097.303(=) | 14.620(=) |
| 2021-07-26 | 2021-07-26 | | 1.098.141(+0,08%) | 14.620(=) |
| 2021-07-27 | 2021-07-27 | | 1.098.794(+0,06%) | 14.620(=) |
| 2021-07-28 | 2021-07-28 | | 1.099.449(+0,06%) | 14.627(+0,05%) |
| 2021-07-29 | 2021-07-29 | | 1.100.070(+0,06%) | 14.629(+0,01%) |
| 2021-07-30 | 2021-07-30 | | 1.100.756(+0,06%) | 14.629(=) |
| 2021-07-31 | 2021-07-31 | | 1.100.759(=) | 14.629(=) |
| 2021-08-01 | 2021-08-01 | | 1.100.760(=) | 14.629(=) |
| 2021-08-02 | 2021-08-02 | | 1.101.911(+0,1%) | 14.629(=) |
| 2021-08-03 | 2021-08-03 | | 1.102.867(+0,09%) | 14.629(=) |
| 2021-08-04 | 2021-08-04 | | 1.103.719(+0,08%) | 14.629(=) |
| 2021-08-05 | 2021-08-05 | | 1.104.536(+0,07%) | 14.631(+0,01%) |
| 2021-08-06 | 2021-08-06 | | 1.105.355(+0,07%) | 14.634(+0,02%) |
| 2021-08-07 | 2021-08-07 | | 1.105.361(=) | 14.634(=) |
| 2021-08-08 | 2021-08-08 | | 1.105.362(=) | 14.636(+0,01%) |
| 2021-08-09 | 2021-08-09 | | 1.106.851(+0,13%) | 14.636(=) |
| 2021-08-10 | 2021-08-10 | | 1.108.053(+0,11%) | 14.637(+0,01%) |
| 2021-08-11 | 2021-08-11 | | 1.109.108(+0,1%) | 14.638(+0,01%) |
| 2021-08-12 | 2021-08-12 | | 1.110.151(+0,09%) | 14.638(=) |
| 2021-08-13 | 2021-08-13 | | 1.111.168(+0,09%) | 14.640(+0,01%) |
| 2021-08-14 | 2021-08-14 | | 1.111.174(=) | 14.641(+0,01%) |
| 2021-08-15 | 2021-08-15 | | 1.111.184(=) | 14.642(+0,01%) |
| 2021-08-16 | 2021-08-16 | | 1.112.965(+0,16%) | 14.642(=) |
| 2021-08-17 | 2021-08-17 | | 1.114.294(+0,12%) | 14.644(+0,01%) |
| 2021-08-18 | 2021-08-18 | | 1.115.570(+0,11%) | 14.644(=) |
| 2021-08-19 | 2021-08-19 | | 1.116.958(+0,12%) | 14.646(+0,01%) |
| 2021-08-20 | 2021-08-20 | | 1.117.642(+0,06%) | 14.647(+0,01%) |
| 2021-08-21 | 2021-08-21 | | 1.117.643(=) | 14.647(=) |
| 2021-08-22 | 2021-08-22 | | 1.117.645(=) | 14.648(+0,01%) |
| 2021-08-23 | 2021-08-23 | | 1.119.358(+0,15%) | 14.653(+0,03%) |
| 2021-08-24 | 2021-08-24 | | 1.120.648(+0,12%) | 14.656(+0,02%) |
| 2021-08-25 | 2021-08-25 | | 1.122.135(+0,13%) | 14.657(+0,01%) |
| 2021-08-26 | 2021-08-26 | | 1.123.413(+0,11%) | 14.658(+0,01%) |
| 2021-08-27 | 2021-08-27 | | 1.124.313(+0,08%) | 14.658(=) |
| 2021-08-28 | 2021-08-28 | | 1.124.313(=) | 14.659(+0,01%) |
| 2021-08-29 | 2021-08-29 | | 1.124.313(=) | 14.663(+0,03%) |
| 2021-08-30 | 2021-08-30 | | 1.126.671(+0,21%) | 14.666(+0,02%) |
| 2021-08-31 | 2021-08-31 | | 1.127.698(+0,09%) | 14.668(+0,01%) |
| 2021-09-01 | 2021-09-01 | | 1.128.794(+0,1%) | 14.669(+0,01%) |
| 2021-09-02 | 2021-09-02 | | 1.130.218(+0,13%) | 14.671(+0,01%) |
| 2021-09-03 | 2021-09-03 | | 1.131.537(+0,12%) | 14.672(+0,01%) |
| 2021-09-04 | 2021-09-04 | | 1.131.537(=) | 14.673(+0,01%) |
| 2021-09-05 | 2021-09-05 | | 1.131.542(=) | 14.677(+0,03%) |
| 2021-09-06 | 2021-09-06 | | 1.133.724(+0,19%) | 14.678(+0,01%) |
| 2021-09-07 | 2021-09-07 | | 1.135.119(+0,12%) | 14.680(+0,01%) |
| 2021-09-08 | 2021-09-08 | | 1.136.513(+0,12%) | 14.681(+0,01%) |
| 2021-09-09 | 2021-09-09 | | 1.137.987(+0,13%) | 14.682(+0,01%) |
| 2021-09-10 | 2021-09-10 | | 1.139.498(+0,13%) | 14.685(+0,02%) |
| 2021-09-11 | 2021-09-11 | | 1.139.499(=) | 14.687(+0,01%) |
| 2021-09-12 | 2021-09-12 | | 1.139.499(=) | 14.687(=) |
| 2021-09-13 | 2021-09-13 | | 1.141.673(+0,19%) | 14.688(+0,01%) |
| 2021-09-14 | 2021-09-14 | | 1.142.770(+0,1%) | 14.698(+0,07%) |
| 2021-09-15 | 2021-09-15 | | 1.143.943(+0,1%) | 14.711(+0,09%) |
| 2021-09-16 | 2021-09-16 | | 1.144.923(+0,09%) | 14.799(+0,6%) |
| 2021-09-17 | 2021-09-17 | | 1.145.753(+0,07%) | 14.806(+0,05%) |
| 2021-09-18 | 2021-09-18 | | 1.145.754(=) | 14.809(+0,02%) |
| 2021-09-19 | 2021-09-19 | | 1.145.754(=) | 14.815(+0,04%) |
| 2021-09-20 | 2021-09-20 | | 1.146.932(+0,1%) | 14.819(+0,03%) |
| 2021-09-21 | 2021-09-21 | | 1.147.823(+0,08%) | 14.826(+0,05%) |
| 2021-09-22 | 2021-09-22 | | 1.148.565(+0,06%) | 14.836(+0,07%) |
| 2021-09-23 | 2021-09-23 | | 1.149.336(+0,07%) | 14.842(+0,04%) |
| 2021-09-24 | 2021-09-24 | | 1.150.051(+0,06%) | 14.848(+0,04%) |
| 2021-09-25 | 2021-09-25 | | 1.150.052(=) | 14.852(+0,03%) |
| 2021-09-26 | 2021-09-26 | | 1.150.058(=) | 14.858(+0,04%) |
| 2021-09-27 | 2021-09-27 | | 1.151.127(+0,09%) | 14.861(+0,02%) |
| 2021-09-28 | 2021-09-28 | | 1.151.972(+0,07%) | 14.865(+0,03%) |
| 2021-09-29 | 2021-09-29 | | 1.152.824(+0,07%) | 14.872(+0,05%) |
| 2021-09-30 | 2021-09-30 | | 1.153.592(+0,07%) | 14.877(+0,03%) |
| 2021-10-01 | 2021-10-01 | | 1.154.294(+0,06%) | 14.882(+0,03%) |
| 2021-10-02 | 2021-10-02 | | 1.154.296(=) | 14.888(+0,04%) |
| 2021-10-03 | 2021-10-03 | | 1.154.296(=) | 14.897(+0,06%) |
| 2021-10-04 | 2021-10-04 | | 1.155.488(+0,1%) | 14.902(+0,03%) |
| 2021-10-05 | 2021-10-05 | | 1.156.266(+0,07%) | 14.908(+0,04%) |
| 2021-10-06 | 2021-10-06 | | 1.157.069(+0,07%) | 14.919(+0,07%) |
| 2021-10-07 | 2021-10-07 | | 1.157.811(+0,06%) | 14.927(+0,05%) |
| 2021-10-08 | 2021-10-08 | | 1.158.411(+0,05%) | 14.935(+0,05%) |
| 2021-10-09 | 2021-10-09 | | 1.158.427(=) | 14.941(+0,04%) |
| 2021-10-10 | 2021-10-10 | | 1.158.436(=) | 14.946(+0,03%) |
| 2021-10-11 | 2021-10-11 | | 1.159.557(+0,1%) | 14.951(+0,03%) |
| 2021-10-12 | 2021-10-12 | | 1.160.462(+0,08%) | 14.955(+0,03%) |
| 2021-10-13 | 2021-10-13 | | 1.161.258(+0,07%) | 14.962(+0,05%) |
| 2021-10-14 | 2021-10-14 | | 1.161.926(+0,06%) | 14.966(+0,03%) |
| 2021-10-15 | 2021-10-15 | | 1.162.491(+0,05%) | 14.967(+0,01%) |
| 2021-10-16 | 2021-10-16 | | 1.162.505(=) | 14.973(+0,04%) |
| 2021-10-17 | 2021-10-17 | | 1.162.505(=) | 14.978(+0,03%) |
| 2021-10-18 | 2021-10-18 | | 1.163.583(+0,09%) | 14.983(+0,03%) |
| 2021-10-19 | 2021-10-19 | | 1.164.401(+0,07%) | 14.986(+0,02%) |
| 2021-10-20 | 2021-10-20 | | 1.165.187(+0,07%) | 14.989(+0,02%) |
| 2021-10-21 | 2021-10-21 | | 1.165.964(+0,07%) | 14.993(+0,03%) |
| 2021-10-22 | 2021-10-22 | | 1.166.853(+0,08%) | 14.996(+0,02%) |
| 2021-10-23 | 2021-10-23 | | 1.167.378(+0,04%) | 14.999(+0,02%) |
| 2021-10-24 | 2021-10-24 | | 1.167.697(+0,03%) | 15.000(+0,01%) |
| 2021-10-25 | 2021-10-25 | | 1.168.237(+0,05%) | 15.006(+0,04%) |
| 2021-10-26 | 2021-10-26 | | 1.169.499(+0,11%) | 15.010(+0,03%) |
| 2021-10-27 | 2021-10-27 | | 1.170.390(+0,08%) | 15.014(+0,03%) |
| 2021-10-28 | 2021-10-28 | | 1.171.470(+0,09%) | 15.020(+0,04%) |
| 2021-10-29 | 2021-10-29 | | 1.172.447(+0,08%) | 15.024(+0,03%) |
| 2021-10-30 | 2021-10-30 | | 1.173.309(+0,07%) | 15.026(+0,01%) |
| 2021-10-31 | 2021-10-31 | | 1.173.610(+0,03%) | 15.030(+0,03%) |
| 2021-11-01 | 2021-11-01 | | 1.174.238(+0,05%) | 15.032(+0,01%) |
| 2021-11-02 | 2021-11-02 | | 1.175.400(+0,1%) | 15.037(+0,03%) |
| 2021-11-03 | 2021-11-03 | | 1.176.237(+0,07%) | 15.047(+0,07%) |
| 2021-11-04 | 2021-11-04 | | 1.177.063(+0,07%) | 15.049(+0,01%) |
| 2021-11-05 | 2021-11-05 | | 1.177.794(+0,06%) | 15.053(+0,03%) |
| 2021-11-06 | 2021-11-06 | | 1.178.391(+0,05%) | 15.061(+0,05%) |
| 2021-11-07 | 2021-11-07 | | 1.178.669(+0,02%) | 15.063(+0,01%) |
| 2021-11-08 | 2021-11-08 | | 1.179.173(+0,04%) | 15.065(+0,01%) |
| 2021-11-09 | 2021-11-09 | | 1.180.495(+0,11%) | 15.073(+0,05%) |
| 2021-11-10 | 2021-11-10 | | 1.181.515(+0,09%) | 15.075(+0,01%) |
| 2021-11-11 | 2021-11-11 | | 1.182.440(+0,08%) | 15.083(+0,05%) |
| 2021-11-12 | 2021-11-12 | | 1.183.351(+0,08%) | 15.089(+0,04%) |
| 2021-11-13 | 2021-11-13 | | 1.184.180(+0,07%) | 15.091(+0,01%) |
| 2021-11-14 | 2021-11-14 | | 1.184.491(+0,03%) | 15.094(+0,02%) |
| 2021-11-15 | 2021-11-15 | | 1.185.065(+0,05%) | 15.099(+0,03%) |
| 2021-11-16 | 2021-11-16 | | 1.186.362(+0,11%) | 15.104(+0,03%) |
| 2021-11-17 | 2021-11-17 | | 1.187.568(+0,1%) | 15.107(+0,02%) |
| 2021-11-18 | 2021-11-18 | | 1.188.698(+0,1%) | 15.110(+0,02%) |
| 2021-11-19 | 2021-11-19 | | 1.190.012(+0,11%) | 15.115(+0,03%) |
| 2021-11-20 | 2021-11-20 | | 1.191.104(+0,09%) | 15.117(+0,01%) |
| 2021-11-21 | 2021-11-21 | | 1.191.568(+0,04%) | 15.120(+0,02%) |
| 2021-11-22 | 2021-11-22 | | 1.192.539(+0,08%) | 15.123(+0,02%) |
| 2021-11-23 | 2021-11-23 | | 1.194.617(+0,17%) | 15.126(+0,02%) |
| 2021-11-24 | 2021-11-24 | | 1.196.725(+0,18%) | 15.126(=) |
| 2021-11-25 | 2021-11-25 | | 1.198.840(+0,18%) | 15.126(=) |
| 2021-11-26 | 2021-11-26 | | 1.200.865(+0,17%) | 15.127(+0,01%) |
| 2021-11-27 | 2021-11-27 | | 1.202.624(+0,15%) | 15.127(=) |
| 2021-11-28 | 2021-11-28 | | 1.203.506(+0,07%) | 15.128(+0,01%) |
| 2021-11-29 | 2021-11-29 | | 1.204.856(+0,11%) | 15.130(+0,01%) |
| 2021-11-30 | 2021-11-30 | | 1.207.515(+0,22%) | 15.134(+0,03%) |
| 2021-12-01 | 2021-12-01 | | 1.209.943(+0,2%) | 15.135(+0,01%) |
| 2021-12-02 | 2021-12-02 | | 1.212.145(+0,18%) | 15.136(+0,01%) |
| 2021-12-03 | 2021-12-03 | | 1.214.293(+0,18%) | 15.152(+0,11%) |
| 2021-12-04 | 2021-12-04 | | 1.216.376(+0,17%) | 15.153(+0,01%) |
| 2021-12-05 | 2021-12-05 | | 1.217.303(+0,08%) | 15.154(+0,01%) |
| 2021-12-06 | 2021-12-06 | | 1.219.557(+0,19%) | 15.156(+0,01%) |
| 2021-12-07 | 2021-12-07 | | 1.222.895(+0,27%) | 15.157(+0,01%) |
| 2021-12-08 | 2021-12-08 | | 1.226.154(+0,27%) | 15.158(+0,01%) |
| 2021-12-09 | 2021-12-09 | | 1.229.217(+0,25%) | 15.158(=) |
| 2021-12-10 | 2021-12-10 | | 1.232.094(+0,23%) | 15.167(+0,06%) |
| 2021-12-11 | 2021-12-11 | | 1.234.491(+0,19%) | 15.168(+0,01%) |
| 2021-12-12 | 2021-12-12 | | 1.235.794(+0,11%) | 15.168(=) |
| 2021-12-13 | 2021-12-13 | | 1.238.689(+0,23%) | 15.168(=) |
| Nguồn: Cơ quan Y tế Thụy Điển – Folkhälsomyndigheten Ghi chú: 1. 2. 3. | | | | |

Vào ngày 31 tháng 1 năm 2020, Thụy Điển đã xác nhận trường hợp đầu tiên của COVID-19. Một phụ nữ ở độ tuổi 20, trở về từ Vũ Hán vào ngày 24 tháng 1, đã cho kết quả dương tính với virus SARS-CoV-2 và được đưa vào bệnh viện vùng Ryhov ở Jönköping. Tự cô lập ở nhà khi đến Thụy Điển, cô được coi là không có nguy cơ lây truyền trong khi đi du lịch hoặc trong những ngày đầu ở Thụy Điển. Đại học đại học địa phương Jönköping, tuyên bố vào thời điểm đó có khoảng 200 sinh viên trao đổi Trung Quốc, trả lời rằng người phụ nữ có thể là một sinh viên. Người phụ nữ được tuyên bố không có triệu chứng, nhưng không được xuất viện hoàn toàn khỏi các dịch vụ chăm sóc sức khỏe sau hơn một tháng chăm sóc vào ngày 3 tháng 3. Tuy nhiên, các mảnh viral tiếp tục được phát hiện với việc truyền các hạt viral sống được coi là không thể.
Vào ngày 26 tháng 2 sau khi dịch COVID-19 bùng phát ở Ý, một người đàn ông 30 tuổi bị ốm ba ngày sau khi trở về từ miền bắc Italy. Ông đã xét nghiệm dương tính với virus này và được đưa vào Bệnh viện Đại học Sahlgrenska ở Gothenburg.
Vào ngày 27 tháng 2 năm trường hợp mới đã được xác nhận. Vùng Västra Götaland xác nhận rằng ba người ở độ tuổi 30 đã thử nghiệm dương tính tại Gothenburg. Hai trong số họ đã tiếp xúc với bệnh nhân 30 tuổi nhập viện vào ngày hôm trước, và một người được coi là đã nhiễm virus ở Ý.
Vùng Stockholm xác nhận rằng một cá nhân đã xét nghiệm dương tính với virus sau khi trở về từ Iran đã được đưa vào Bệnh viện Đại học Karolinska để phân lập. Vùng Uppsala xác nhận rằng một người phụ nữ đã tới Đức trong một chuyến công tác và gặp một đồng nghiệp người Ý, đã tìm kiếm sự chăm sóc y tế sau khi có các triệu chứng giống như bệnh cúm. Cô đã thử nghiệm dương tính và được đưa vào Bệnh viện Đại học Uppsala.
Vào ngày 28 tháng 2, bốn trường hợp mới đã được xác nhận. Vùng Jönköping xác nhận rằng một người đàn ông ở độ tuổi 50 đã có kết quả xét nghiệm dương tính và được đưa vào Bệnh viện Vùng Ryhov. Anh ấy đã trở về Thụy Điển từ Bắc Ý vào ngày 24 tháng 2 và bắt đầu cảm thấy ốm vào ngày 25 tháng 2.
Vùng Stockholm đã xác nhận hai trường hợp tích cực liên quan đến cá nhân trước đó đã trở về từ Iran. Họ cũng được đưa vào Bệnh viện Đại học Karolinska để cách ly. Vùng Uppsala xác nhận rằng một cá nhân trở về từ Iran đã xét nghiệm dương tính với vi-rút và đang cách ly tại nhà.
Vào ngày 29 tháng 2, hai trường hợp mới đã được xác nhận, một ở Västra Götaland và một ở Stockholm.
Vào ngày 1 tháng 3, một trường hợp mới đã được xác nhận tại Västra Götaland.
Vào ngày 2 tháng 3, một trường hợp mới đã được xác nhận tại Stockholm.
Vào ngày 3 tháng 3, 15 trường hợp mới đã được xác nhận: mười ở Stockholm, ba ở Västra Götaland, một ở Skåne và một ở Jönköping.
Một trong những trường hợp ở Stockholm là một sinh viên tại Đại học Stockholm, Campus Kista. Một trong những trường hợp ở Skåne là một sinh viên từ Đại học Lund, sống tại một trong những ký túc xá sinh viên.
Vào ngày 4 tháng 3, các trường hợp mới được xác nhận; 16 ở Stockholm, hai ở Västra Götaland và Värmland, và một ở Skåne và Örebro.
Một trong những trường hợp ở Stockholm là một sinh viên tại Campus Manilla ở Djurgården, Stockholm. Công chúa Estelle Bernadotte là một sinh viên tại Campus Manilla, nhưng Tòa án Hoàng gia tuyên bố cô không phải là học sinh bị nhiễm bệnh.
Vào ngày 5 tháng 3, 42 trường hợp mới được xác nhận; 28 ở Stockholm, bảy ở Skåne, ba ở Värmland, hai ở Uppsala và một ở Västra Götaland và Gävleborg.
Trong số năm trường hợp được báo cáo của Värmland cho đến nay, một người là nhân viên của Internationella Engelska Skolan ở Karlstad và một người là nhân viên tại TietoEVRY ở Karlstad .
Vào ngày 6 tháng 3, 42 trường hợp mới được xác nhận; hai ở Västra Götaland, năm ở Skåne, tám ở Värmland, một ở Uppsala, năm ở Jönköping, 21 ở Stockholm, và một ở Gävleborg.
Phó thống đốc Sveriges Riksbank Martin Flodén đã thử nghiệm tích cực vào ngày 6 tháng 3 sau chuyến đi đến Ý.
Một trong những trường hợp của Jönköping là một tài xế xe buýt trường học ở thành phố Gislaved  và một trong những trường hợp của Värmland là một nhân viên tại Myndigheten for Samhällsskydd och Beredskap (MSB) .
Vào ngày 7 tháng 3, các trường hợp mới được xác nhận; ba ở Skåne, và 21 ở Stockholm.
Vào buổi sáng, nó đã được báo cáo rằng tất cả các trường hợp trước đây ở Vùng Stockholm là lây lan từ người sang người liên quan đến du lịch. Sàng lọc virus coronavirus được bao gồm trong một mẫu thống kê của bệnh nhân nơi thực hiện xét nghiệm thường quy cho bệnh cúm theo mùa.
Được biết, một trong những trường hợp được xác nhận vào ngày 6 tháng 3 tại Stockholm đã tìm kiếm sự chăm sóc tại Bệnh viện Danderyd ở khu vực Stockholm vào ngày 5 tháng 3, và ban đầu không được cách ly đầy đủ. Người này đã nhiễm virus ở nước ngoài, nhưng bên ngoài các khu vực rủi ro đã biết (tại thời điểm Hàn Quốc, Trung Quốc, Iran và Bắc Ý). Theo dõi liên lạc đã bắt đầu, với trường hợp đánh dấu trường hợp truyền thứ hai đến Thụy Điển từ một khu vực không có rủi ro.
Vào ngày 08 tháng 3 một trường hợp mới được khẳng định trong Uppsala khu vực , năm trong Skåne khu vực , 12 ở Västra Götaland , bảy tại Varmland , ba trong Örebro  và 14 trong khu vực Stockholm .
Đến nay, khu vực Stockholm tuyên bố rằng trong số 115 trường hợp được xác nhận trong khu vực, 101 người đã bị nhiễm bệnh ở Ý hoặc qua tiếp xúc với một người đã đến Ý, 8 trường hợp đã bị nhiễm bệnh ở Iran hoặc qua tiếp xúc với một người đã đến thăm Iran, một người đã bị nhiễm bệnh ở một quốc gia châu Âu khác, và năm trường hợp vẫn đang được điều tra . Một trong những trường hợp Örebro được xác nhận ngày hôm nay được cho là đã nhiễm virus trong chuyến đi trở về từ Mỹ, mà anh ấy / cô ấy đã trở về từ khoảng một tuần trước. Hai người khác có liên quan đến người này. Theo dõi liên lạc đã bắt đầu xung quanh trường hợp này , đây là trường hợp thứ ba truyền sang Thụy Điển từ một khu vực không có rủi ro. Trường hợp Uppsala là một học sinh trung học phổ thông tại Celsiusskolan ở Uppsala . Văn phòng báo chí khu vực Stockholm đã không báo cáo các trường hợp được phát hiện vào chiều ngày 8, thay vào đó báo cáo thêm 32 trường hợp vào ngày 9. Một trong những trường hợp Örebro được báo cáo là đã đến thăm một ngôi nhà mở tại Đại học Örebro vào ngày 4 tháng 3. Vùng Örebro khuyên mọi người tham dự nên chú ý nếu các triệu chứng phát sinh .
Vào ngày 9 tháng 3, năm trường hợp đã được xác nhận tại Halland (lần đầu tiên trong khu vực) , một ở Värmland, bảy ở Västra Götaland , hai ở Jönköping , hai ở Uppsala , và hai 32 ở Stockholm (tất cả đã được xác nhận vào ngày hôm trước). Một trường hợp đầu tiên của Covid-19 cũng đã được báo cáo ở Sörmland , một trường hợp đầu tiên ở Norrbotten, năm trường hợp đầu tiên ở Västra Götaland  và một trường hợp đầu tiên ở Östergötland .
Trường hợp đầu tiên của Halland là một học sinh tiểu học tại trường Särö ở Kungsbacka, người đã du hành đến miền bắc nước Ý .
Cùng ngày, Värmland có tổng cộng 21 trường hợp, trong đó 20 người đã đến thăm miền bắc nước Ý và 19 trong số này được kết nối với cùng một chuyến xe buýt. Một trường hợp đã bị nhiễm bệnh ở Hà Lan. Một trong những trường hợp của Värmland là một giáo viên tại trường trung học cơ sở Norrstrandsskolans . Một trong số 21 trường hợp được đưa vào bệnh viện Karlstad. Phần lớn các trường hợp là từ khu vực Karlstad. Hơn nữa, sáu trường hợp mới đã được xác nhận tại Västra Götaland, trong đó hai trường hợp ở khu vực Skaraborg.
Cùng ngày, việc truyền cộng đồng đầu tiên được phát hiện ở Thụy Điển. Hai người trong khu vực Stockholm không có mối liên hệ nào với bất kỳ khu vực nguy cơ hoặc người nhiễm bệnh nào được phát hiện bị nhiễm bệnh, cả hai bệnh nhân tại Bệnh viện Capio S: t Göran kể từ thứ Sáu ngày 6 tháng 3 tại hai phường khác nhau . Cả hai trường hợp đã được chuyển đến Bệnh viện Huddinge để điều tra thêm .
Một trong những trường hợp ở Västra Götaland là một bệnh nhân tại Bệnh viện Kungälv có dấu hiệu triệu chứng hô hấp kể từ khoảng. một tuần đã được thử nghiệm Covid-19 sau quyết định của Cơ quan Y tế Công cộng Thụy Điển vào ngày 4 tháng 3. Bệnh nhân này đã được thử nghiệm vào Chủ nhật 8 tháng 3 và xác nhận dương tính một ngày sau đó. Bệnh nhân ngay lập tức được chuyển đến Bệnh viện Đại học Sahlgrenska và khu vực bị ảnh hưởng tại Bệnh viện Kungälv đã bị đóng cửa để nhập viện. Nhân viên tiếp xúc nhiều tại Bệnh viện Kungälv đã được yêu cầu ở nhà một thời gian, và việc truy tìm dấu vết đã bắt đầu.
Vào ngày 10 tháng 3, ba trường hợp đã được báo cáo ở Skåne , 60 ở vùng Stockholm , 15 ở Västra Götaland , hai trường hợp đầu tiên ở vùng Sörmland , một trường hợp đầu tiên ở Jämtland  và ba trường hợp đầu tiên ở vùng Västernorrland .
Khu vực Stockholm công bố ngày hôm nay rằng hai trong số 207 trường hợp nhiễm bệnh trong khu vực đang được chăm sóc đặc biệt . Một trong những bệnh nhân này là một bệnh nhân thuộc khoa chăm sóc đặc biệt tại Bệnh viện Söderjukhuset, người được xác nhận bị nhiễm bệnh vào thứ Hai ngày 9 tháng 3, và ngay lập tức chuyển đến Bệnh viện Đại học Karolinska để được chăm sóc đặc biệt hơn. Bệnh nhân có người thân gần đây đã đi du lịch ở châu Âu, nhưng bệnh viện thông báo còn quá sớm để xác định xem bệnh nhân có bị nhiễm bệnh bởi người này hay không. Truy tìm dấu vết liên lạc đã bắt đầu và Bệnh viện Söderjukhuset đã ở trong tình trạng sẵn sàng xử lý tình huống và đang cố gắng xác định những người có thể đã tiếp xúc với vi-rút . Tại khu vực Stockholm, tổng cộng mười bệnh nhân đã phải nhập viện. Một trong những vụ án ở Stockholm là một thẩm phán tại Tòa phúc thẩm Svea, người bị nhiễm bệnh trong một chuyến đi nước ngoài, mặc dù không phải là một khu vực rủi ro. Do đó, tòa án đã yêu cầu 25 nhân viên tự cách ly và một số phiên điều trần đã bị hoãn lại.
Ở vùng Västra Götaland, một bệnh nhân được coi là bệnh nặng nhưng ổn định .
Vào ngày 11 tháng 3, 144 trường hợp nhiễm mới được báo cáo. Blekinge, Dalarna và Västmanland đã báo cáo những trường hợp đầu tiên của họ; một, một và bốn tương ứng. Cái chết đầu tiên được báo cáo, tại Stockholm, một người ở thập niên 70, được cho là đã bị lây nhiễm qua cộng đồng. lây lan một tuần trước đó.

## Phản hồi
Vào ngày 9 tháng 2, một lễ hội đèn lồng Trung Quốc ở Jönköping đã bị hủy bỏ để đáp lại trường hợp đầu tiên được nhập từ Vũ Hán khoảng một tuần trước.
Vào ngày 17 tháng 2, Bộ Ngoại giao Thụy Điển đã khuyến cáo chống lại tất cả các chuyến đi đến tỉnh Hồ Bắc ở Trung Quốc, cũng như các chuyến đi không cần thiết đến phần còn lại của Trung Quốc ngoài Hồng Kông và Macao.
Vào ngày 27 tháng 2, tổ chức của chủ nhân, Almega khuyên các thành viên của mình nên ở nhà làm việc trong hai tuần nếu họ đến thăm các khu vực rủi ro corona. Theo Cơ quan Bảo hiểm Xã hội Thụy Điển (' Försäkringskassan '), nhân viên có thể nhận được trợ cấp kiểm dịch ('smittbärarpenning') nếu người đó có giấy chứng nhận y tế.
Vào ngày 2 tháng 3, Bộ Ngoại giao Thụy Điển đã khuyên không nên đi du lịch đến Iran, do sự lây lan không kiểm soát của Covid-19 tại quốc gia này .
Vào ngày 4 tháng 3, Cơ quan Y tế Công cộng Thụy Điển (' Folkhälsomyndigheten ') đã mở rộng thử nghiệm cho Covid-19 ngoài những người đã ở trong các khu vực có nguy cơ ở nước ngoài, để kiểm tra các trường hợp viêm phổi mà không biết nguyên nhân.
Vào ngày 6 tháng 3, Bộ Ngoại giao Thụy Điển đã khuyến cáo chống lại tất cả các chuyến đi không cần thiết đến thành phố Daegu và tỉnh Gyeongbuk ở Hàn Quốc.
Vào ngày 6 tháng 3, Bộ Ngoại giao Thụy Điển đã khuyến cáo chống lại tất cả các chuyến đi không cần thiết đến miền bắc Ý, đặc biệt là các khu vực của Piemonte, Liguria, Lombardia, Emilia-Romagna, Trentino-Alto Adige, ValleỤréle, Veneto, Friuli Venezia Giulia, Marche và Toscana . Torino, Milan, Venice, Verona, Trieste và Florence là những thành phố lớn ở những khu vực này. Cơ quan Y tế Công cộng Thụy Điển, người khởi xướng khuyến nghị cho Bộ Ngoại giao Thụy Điển, tuyên bố rằng quyết định này chỉ dựa trên sự căng thẳng của hệ thống chăm sóc sức khỏe của Ý.
Cùng ngày, đài truyền hình quốc gia Thụy Điển SVT đã tổ chức một cuộc họp khủng hoảng để xem xét phát sóng trận chung kết trực tiếp Melodif mộngen 2020 vào ngày 7 tháng 3 mà không có khán giả, như một phản ứng trước sự bùng phát ngày càng tăng. Tương đương Đan Mạch gần đây đã quyết định phát sóng phiên bản chung kết của họ mà không có khán giả. Cuối cùng, SVT quyết định cho phép khán giả tham gia đấu trường, mặc dù họ khuyên những người cảm thấy bị bệnh nên ở nhà.
Vào ngày 7 tháng 3, khách sạn Clarion Hotel Post đã chọn cho phép 25 trong số 200 nhân viên của mình đi, như một phản ứng với nhu cầu giảm do virus.
Vào ngày 8 tháng 3, một trường mầm non ở Hisings Backa, Gothenburg, đã quyết định đóng cửa trong hai tuần do một người nhiễm bệnh đã ở trong khuôn viên. Trường mầm non chưa cho biết người nhiễm bệnh là trẻ em hay là một trong các nhân viên. Trẻ em và nhân viên đều đã được yêu cầu cách ly tại nhà bởi Smittskydd Västra Götaland, và trường mầm non đang trong tình trạng sạch sâu. Trường mầm non có năm nhân viên.
Vào cùng một ngày, khoảng. 15 nhân viên chăm sóc sức khỏe tại Bệnh viện Danderyd đã được cách ly sau khi tiếp xúc với một bệnh nhân vào ngày 5 tháng 3, họ đã đến bằng xe cứu thương đến đơn vị cấp cứu. Bệnh nhân đã không đến khu vực có nguy cơ cao và ban đầu không nghi ngờ có Covid-19, nhưng khi các nhân viên bệnh viện suy yếu sức khỏe đã quyết định xét nghiệm virus cho bệnh nhân, cho thấy người này đã bị nhiễm bệnh.
Vào ngày 9 tháng 3, ban quản lý Chăm sóc Sức khỏe ( Hälso- och sjukvårdsledningen) ở Värmland đã quyết định rằng tất cả các nhân viên chăm sóc sức khỏe đã đến thăm miền bắc Ý hoặc các khu vực có nguy cơ cao khác (hiện tại và tương lai theo thông báo của Cơ quan Y tế Công cộng Thụy Điển). cách ly trong 14 ngày do bệnh nhân dễ bị tổn thương mà họ có thể gặp trong công việc. Quyết định này cũng dựa trên các sự cố lây truyền từ nhân viên y tế đến bệnh nhân ở Trung Quốc, Na Uy và Hoa Kỳ. Ước tính số lượng nhân viên chăm sóc sức khỏe bị ảnh hưởng không được công bố trước ngày này. Nếu có thể, nhân viên bị ảnh hưởng được khuyến khích làm việc tại nhà và trong trường hợp không thể, nhân viên bị đình chỉ làm việc vì lý do y tế nhưng sẽ duy trì lợi ích tiền lương.
Vào cùng một ngày, khoảng 30-40 nhân viên chăm sóc sức khỏe tại Bệnh viện Capio S: t Göran ở Stockholm đã được cách ly sau khi chăm sóc một bệnh nhân nhiễm Covid-19. Một bệnh nhân khác ở cùng bệnh viện đã được thử nghiệm và đang chờ kết quả. Bệnh viện ngay lập tức đi vào trạng thái sẵn sàng xử lý tình huống .
Cơ quan Y tế Công cộng Thụy Điển (' Folkhälsomyndigheten ') kể từ ngày 9 tháng 3, bao gồm Tyrol ở Áo là một trong những khu vực có nguy cơ cao tiếp xúc với Covid-19, và những người trở về từ khu vực này và gặp các triệu chứng nên được kiểm tra virus.
Vào ngày 10 tháng 3, Bệnh viện Söderjukhuset ở Stockholm đã rơi vào tình trạng sẵn sàng sau khi một bệnh nhân ICU được xác nhận có Covid-19. Bệnh nhân được chuyển đến Bệnh viện Đại học Karolinska để được chăm sóc đặc biệt hơn. Người ta không biết liệu bệnh nhân có nhiễm virut từ một người họ hàng đi du lịch ở châu Âu hay không và liệu bệnh nhân có nhân viên bị nhiễm bệnh hay không. Xấp xỉ 70 nhân viên đã tiếp xúc với bệnh nhân nhưng ban quản trị bệnh viện đã quyết định cho phép họ tiếp tục làm việc cho đến khi họ có triệu chứng nhiễm trùng. Quyết định này đã nhận được sự chỉ trích nội bộ từ các nhân viên không đủ mạnh mẽ.
Cơ quan Y tế Công cộng Thụy Điển đã nâng mức độ rủi ro của vi-rút lây lan từ " cao " lên " rất cao ", đây là mức cao nhất. Điều này xuất hiện sau khi có tin cho thấy có sự lây truyền cục bộ đang diễn ra ở khu vực Stockholm và Västra Götaland.
Đồng thời, cơ quan này khuyên mọi người bị nhiễm trùng đường hô hấp, thậm chí là nhẹ, nên tránh tiếp xúc xã hội trong cuộc sống riêng tư và làm việc - nơi có nguy cơ lây lan vi-rút. Họ cũng yêu cầu nhân viên chăm sóc sức khỏe tại các viện dưỡng lão và chăm sóc người già không làm việc nếu họ có bất kỳ triệu chứng nhiễm trùng đường hô hấp. Người thân của người cao tuổi cũng nên tránh các chuyến thăm không cần thiết tại bệnh viện và tại các cơ sở dành cho người già và không bao giờ đến thăm nếu có bất kỳ triệu chứng hô hấp nào.
Sau thông báo này, Khu vực Chăm sóc Sức khỏe Blekinge đã thi hành lệnh cấm hoàn toàn các chuyến thăm của các thành viên gia đình và bạn bè tại các cơ sở chăm sóc sức khỏe và người già và bệnh viện trong khu vực. Vùng Värmland thi hành lệnh cấm tương tự đối với tất cả các chuyến thăm tới bệnh viện và cơ sở chăm sóc sức khỏe trong khu vực.
Sau thông báo của Cơ quan Y tế Công cộng Thụy Điển để bảo vệ người già và người già yếu, Vùng Stockholm đã quyết định thay đổi chiến lược xét nghiệm COVID-19 để chủ yếu tập trung vào những người rất ốm yếu và không chỉ những người đến thăm các khu vực rủi ro. Bệnh viện Danderyd cũng rơi vào tình trạng sẵn sàng do tình trạng Covid-19 lan rộng ở Stockholm.
Vào ngày 11 tháng 3, Bệnh viện Södertälje vào tình trạng sẵn sàng do tình hình ở khu vực Stockholm.
Chính phủ đã cấm tất cả các cuộc tụ tập lớn hơn 500 người, bị đe dọa phạt tiền và phạt tù sáu tháng.
Cùng ngày, chính phủ tuyên bố rằng ngày ốm đau đủ điều kiện (' karensdag ') sẽ tạm thời được bãi bỏ để đảm bảo rằng những người cảm thấy hơi ốm sẽ ở nhà làm việc. Điều này có nghĩa là nhà nước sẽ trả trợ cấp lương ốm đau kể từ ngày đầu tiên nhân viên vắng mặt tại nơi làm việc. Quyết định này có hiệu lực kể từ ngày 11 tháng 3 năm 2020 và được cho là làm giảm sự lây lan vi-rút cũng như gánh nặng cho hệ thống chăm sóc sức khỏe.
Vào ngày 13 tháng 3, chính phủ đã quyết định tạm thời bãi bỏ yêu cầu chứng nhận của bác sĩ trong 14 ngày đối với những người ở nhà không đi làm vì bệnh (tức là thời gian trả lương). Trước đây cần có chứng chỉ bác sĩ sau bảy ngày.